# Honoré Édouard Perrot
Pour les articles homonymes, voir Perrot.
Édouard Perrot, né le 26 septembre 1808 à Bordeaux et décédé à Paris le 29 novembre 1873, était un personnage de la place financière bruxelloise, fondateur du journal belge L'Indépendance belge, ami intime de la famille royale belge et du roi Léopold Ier.

## Biographie
Originaire de Bordeaux, il s'installe à Bruxelles où il ouvre un cabinet de lecture pour rendre accessible les journaux français. Il collabore en même temps à plusieurs d'entre eux. Il est ainsi devenu un animateur de la place financière, de la Société d'économie politique et du Bulletin de la Commission Centrale de Statistique. Édouard Perrot était vice-président du chemin de fer Manage-Wavre. À cette époque, Bruxelles était un centre financier cosmopolite, jouant un rôle de plaque tournante pour les capitaux, grâce à la neutralité politique du pays. Sa bourse avait une importance comparable à celles de Francfort ou Amsterdam. Il a publié en 1844 un ouvrage détaillé sur les chemins de fer belges. 
Honoré Édouard Perrot crée en 1843 une société en commandite pour la publication d'un quotidien appelé L'Indépendance belge, dont le premier numéro est publié le 1er juillet 1843. Il reprend le nom d'un titre appartenant à Marcellin Faure, L'Indépendant . Sous la direction de Perrot, L'Indépendance belge fait figure de « quotidien le plus autorisé du libéralisme conservateur en Belgique », mais aussi de source d'information reconnue sur l'actualité internationale, grâce à un réseau de correspondants.Avec L'Étoile belge, de Marcellin Faure, c'est l'un des deux plus importants quotidiens belges avant 1870.
Honoré-Édouard Perrot est l'un des promoteurs de l'installation de l'agence de presse Reuters à la frontière belge en 1850. Il a conseillé à Paul Julius Reuter de se rapprocher de Bruxelles. Il explique que la presse et les financiers d'Angleterre, France et Belgique reçoivent ainsi "pour un coût très bas, les nouvelles importantes et cours de Bourse". Les centres d'affaires de Bruxelles et Anvers sont reliés par le train d'Aix-la-Chapelle et Berlin par le télégraphe.
Honoré Édouard Perrot transmet en 1856 à la direction du journal à un Marseillais, Léon Bérardi, qui écrit sous le pseudonyme "Manethérel-Pharès". Le quotidien est cédé par la même occasion à un groupe de financiers . Édouard Perrot a été maire de la commune de Saint-Laurent-sur-Barangeon de 1865 à 1873, où il a fait construire la mairie-école, le presbytère et est intervenu pour la création des routes départementales de Vouzeron et d’Allogny.